# Celekoksyb
Celekoksyb, (łac. Celecoxibum) – lek niesteroidowy o działaniu przeciwzapalnym i przeciwbólowym. Hamuje działanie enzymu cyklooksygenazy biorącego udział w powstawaniu czynnika odpowiedzialnego za ból i stan zapalny. Powinowactwo do COX-2 jest ok. 375 razy większe niż COX-1, co tłumaczy korzystną właściwość w zakresie mniejszych objawów ubocznych dotyczących przewodu pokarmowego niż nieselektywne NLPZ.

## Historia
Cząsteczka chemiczna celekoksybu została wynaleziona w roku 1993 przez firmę farmaceutyczną Pfizer, która wprowadziła go na rynek jako lek Celebrex w roku 1998. Ocenia się, że rocznie tym lekiem jest leczonych ok. 23 mln pacjentów.

## Farmakokinetyka
Celekoksyb jest dobrze wchłaniany, maksymalne stężenie w surowicy krwi zachodzi po ok. 3 godzinach. Biologiczny okres półtrwania wynosi ok. 8-12 godzin. Metabolizm zachodzi w wątrobie.

## Wskazania
- reumatoidalne zapalenie stawów
- stan zapalny i ból w chorobie zwyrodnieniowej stawów
- zapalenie mięśni i nerwów
- nerwobóle
- wspomagająco w leczeniu polipów jelita grubego i odbytu u pacjentów z rodzinną polipowatością gruczolakową[7].

## Przeciwwskazania
- nadwrażliwość na lek
- astma
- ostry nieżyt nosa
- czynny wrzód trawienny
- krwawienie z przewodu pokarmowego
- niewydolność nerek i wątroby
- niewydolność mięśnia sercowego
- nadciśnienie tętnicze
- obrzęki

## Działania niepożądane
- ból brzucha
- nudności
- wymioty
- biegunka
- niestrawność
- zapalenie błony śluzowej żołądka
- bóle i zawroty głowy
- znużenie
- bezsenność
- depresja
- infekcja górnych dróg oddechowych
- skórne reakcje alergiczne
- kołatanie serca
- duszności
- niedokrwistość
- zakażenie dróg moczowych

## Preparaty
- Celebrex – kapsułki 0,1 g, 0,2 g
- Aclexa – kapsułki twarde, 0,1 g, 0,2 g

## Dawkowanie
Doustnie. Dawkę i częstotliwość przyjmowania leku ustala lekarz. Zwykle 0,2 g raz dziennie lub w dwóch dawkach podzielonych. Maksymalna dobowa dawka leku wynosi 0,4 g.